# 城昌幸
城 昌幸（じょう まさゆき、1904年6月10日 - 1976年11月27日）は、日本の小説家、推理作家、詩人、編集者。本名は稲並 昌幸。

## 人物
東京市神田練塀町生まれ。京華中学校4年次退学。城左門名義で詩作している。時代小説『若さま侍』シリーズは有名で、時代劇映画・ドラマ化された。江戸川乱歩は、城を「彼は人生の怪奇を宝石のやうに拾ひ歩く詩人である」と評している。またショートショートの先駆者と称される。日夏耿之介の門下。
横溝正史が創作した名探偵・金田一耕助のモデルとなった一人でもある。

### 城昌幸記念文庫
1977年に東京都大田区の区立馬込図書館に旧蔵書4,750冊が寄贈され、翌1978年5月に「城昌幸記念文庫」が開設され、公開された。長く図書館入り口向かって左手のスペースに、大田区関係の公文書、郷土史コーナーと並んで開架公開されていたが、資料劣化のため、2005年より原則閉架での公開とされ、地下書庫に保管されている。
馬込は後世馬込文士村と呼ばれるほど、著名な作家や詩人が多く住み、城もその住人の一人だった。馬込図書館には、文士村に因んで、馬込に住んでいた文士の著作を集め公開している。

## 経歴
- 1924年 同人誌『東邦藝術』（後に『奢灞都』に改題）を発行。
- 1925年 雑誌『探偵文芸』大正十四年四月号掲載「秘密結社脱走人に絡まる話」で探偵小説デビュー[1]。
- 1938年 若さま侍シリーズの第1作「舞扇三十一文字」を『週刊朝日』増刊に発表する。
- 1946年 探偵小説専門雑誌『宝石』を創刊。
- 1947年 詩学社を設立し、現代詩専門雑誌『詩学』を創刊。
- 1949年 野村胡堂らと捕物作家クラブを結成し、副会長に就任。
- 1976年 11月27日、胃癌で死去。

## 著作

### 探偵小説

#### 長編
- 『金紅樹の秘密』
- 『死者の殺人』

#### 短編
- 『婦人警官捕物帖』 - 短編集
- 『みすてりい』 - 短編集
  - 「艶隠者」
  - 「その夜」
  - 「古い長持」
  - 「根の無い話」
  - 「波の音」
  - 「猟銃」
  - 「その家」
  - 「道化役」
  - 「スタイリスト」
  - 「幻想唐艸」
  - 「絶壁」
  - 「花結び」
  - 「猟奇商人」
  - 「白い糸杉」
  - 「殺人婬楽」
  - 「その暴風雨」
  - 「怪奇製造人」
  - 「都会の神秘」
  - 「夜の街」
  - 「死人の手紙」
  - 「模型」
  - 「老衰」
  - 「人花」
  - 「不思議」
  - 「ヂャマイカ氏の実験」
  - 「不可知論」
  - 「中有の世界」
- 「大いなる者の戯れ」
- 「面白い話」
- 「怪奇の創造」
- 「影の路」
- 「神ぞ知食す」
- 「間接殺人」
- 「鑑定料」
- 「吸血鬼」
- 「切札」

- 「月光」
- 「恋の眼」
- 「コント 香水事件」
- 「此の二人」
- 「三行広告」
- 「自殺倶楽部」
- 「七人目の異邦人」
- 「実在」
- 「死人に口なし」
- 「シヤンプオオル氏事件の顛末」
- 「宿命」
- 「晶杯」
- 「燭涙」
- 「絶筆」
- 「想像」
- 「大佐の家」
- 「宝物」
- 「脱走人に絡る話」
- 「罪せられざる罪」
- 「桃源」
- 「東方見聞」
- 「七夜譚」
- 「薄暮」
- 「ハムレット」
- 「秘密を売られる人々」
- 「二人の写真」
- 「復活の霊液」
- 「分身」
- 「宝石」
- 「宝石匣」
- 「ママゴト」
- 「操仕立因果仇討」
- 「見知らぬ人」
- 「妄想の囚虜」
- 「もう一つの裏路」
- 「憂愁の人」
- 「夢見る」
- 「良心」

### 没後刊行の作品集
- 星新一編『怪奇の創造』（有楽出版社、1982年）
- 『怪奇製造人』長山靖生解説（国書刊行会探偵クラブ、1993年）[5]
- 日下三蔵編『怪奇探偵小説傑作選(4) 城昌幸集 みすてりぃ』（ちくま文庫、2001年）[2]がある。
- 『みすてりい』長山靖生解説、創元推理文庫、2024年10月
- 『のすたるじあ』夕木春央解説、創元推理文庫、2024年10月

### 若さま侍捕物手帖

#### 長編
- 『おえん殿始末』
- 『影姫道中』
- 『くれない系図』
- 『虚無僧変化』
- 『天を行く女』
- 『百鬼夜行』

#### 短編
- 「雨夜の尋ね人」
- 「あやふや人形」

　初出：小説の泉臨時増刊1950年10月号
- 「生霊心中」
- 「命の恋」

　初出：夫婦生活1957年5月号
- 「浮世やみ夜」
- 「艶福寺ばなし」
- 「お色屋敷」
- 「お色検校」

　初出：講談読切俱楽部1952年2月号
- 「乙女の瞳」
- 「女心の一念」
- 「おんな白浪」
- 「かいやぐら」
- 「かすみ八卦」
- 「金の実る木」

　初出：講談雑誌1950年7月号
- 「神かくし」
- 「からくり蝋燭」

　初出：天狗1949年1、3月号
- 「かんなぎ崩れ」
- 「勘兵衛参上」

　初出：講談俱楽部1956年8月号
- 「きつね女房」
- 「鬼仏往生」
- 「金梨子地空鞘判断」
- 「首くくり指南」
- 「暗闇まつり」
- 「曲輪奇談」

- 「袈裟女郎」
- 「下手人作り」

　初出：読切俱楽部1955年5月号
- 「恋は曲者」
- 「声でない声」
- 「さくら舟」

　初出：講談雑誌1951年4月号
- 「五月雨殺し」
- 「猿まわし」
- 「しぐれの伝八」
- 「地獄変相図」
- 「尺八巷談」
- 「十六剣通し」
- 「尻取り経文」
- 「菖蒲狂い」

　初出不明
- 「心中歌さばき」
- 「千両河童」
- 「双色渦巻」
- 「玉の肌地獄」
- 「だんまり闇」
- 「天狗矢ごろし」

　初出：読切俱楽部1955年1月号
- 「天守閣の狸」
- 「友二郎幽霊」

　初出：面白俱楽部1957年7月号
- 「生首人形」

　初出：週刊大衆1960年8月15日、22日号
- 「南蛮秘夢」
- 「二本傘の秘密」

　初出：小説の国別冊1948年8月号
- 「濡れごと幽霊」
- 「花見舟」

　初出：小説と読物1954年4月号
- 「春信えがく」
- 「秘剣一文字くずし」

- 「人化け狸」
- 「二人こうすけ」
- 「ぶらぶら鳥居」
- 「振袖猫」
- 「紅鶴屋敷」
- 「べらんめえ活人剣」
- 「変化恋」
- 「牡丹に唐獅子」
- 「舞扇の謎」

　初出：週刊朝日春季特別号1939年4月1日号
- 「埋蔵金お雪物語」
- 「まぼろし力弥」
- 「まんじ笠」
- 「卍むらさき」
- 「無筆の恋文」

　初出：講談俱楽部1957年9月号
- 「女狐ごろし」

　初出：面白俱楽部1957年6月号
- 「めくら駕籠」
- 「面妖ごろし」

　初出不明
- 「亡者殺し」

　初出：宝石1947年4月号
- 「もののけ娘」
- 「幽霊駕籠」
- 「霊亀香人形供養」
- 「雪見酒」

　初出：講談読切俱楽部1959年1月号

### 没後刊行
- 縄田一男編『若さま侍』中公文庫、2003年
- 『若さま侍捕物手帖』光文社文庫、2003年／徳間文庫、2008年
- 末國善己編『菖蒲狂い　若さま侍捕物手帖ミステリ傑作選』創元推理文庫、2020年

### その他の時代小説

#### 長編
- 『一剣立春 桜田門外ノ変遺聞』
- 『江戸っ子武士道 海舟と南洲』
- 『隼浪人颯爽』

#### 短編
- 『新十郎捕物帳』シリーズ
  - 丑の刻參り
- 『なりひら藤吉捕物帳』シリーズ
- 『黒門町伝七捕物帖』シリーズ
  - 「殺し場雪明かり」 - アンソロジー『黒門町伝七捕物百話』中の一話
- 『居候剣法』シリーズ
  - 「べらんめえ十万石」
- 江戸前むすめ

### 随筆
- 『えぴきゅりあん』

## 城左門名義の著作

### 詩集
- 『近世無頼』
- 『槿花戯書』
- 『二なき生命』
- 『終の栖』
- 『秋風秘抄』
- 『月光菩薩』
- 『日日の願ひ』
- 『秋風への回想』
- 『恩寵』
- 『城左門全詩集』

### 俳句集
- 『半夜記』

### 訳書
- アロイジウス・ベルトラン『夜のガスパァル』（西山文雄との共訳）、昭和23年、操書房、東京